# Psellidotus abditus
Psellidotus abditus är en tvåvingeart som först beskrevs av Lindner 1949.  Psellidotus abditus ingår i släktet Psellidotus och familjen vapenflugor. Inga underarter finns listade i Catalogue of Life.